# 1 Pedro 3
1 Pedro 3 é o terceiro capítulo da Primeira Epístola de Pedro, de autoria do Apóstolo Pedro, que faz parte do Novo Testamento da Bíblia.

## Estrutura
I. Posição e deveres dos crentes (continuação de 1 Pedro 2)
1. Deveres no lar cristão (continuação de 1 Pedro 2)
a) Da esposa: ser pura e adornar-se com virtudes espirituais, v. 1-6
b) Do esposo: tratar a esposa com consideração, v. 7
c) De todos: ser amorosos, compassivos, amáveis, atentos e misericordiosos, v. 8,9
d) Recordar que a longa vida e a resposta às orações são prometidas aos que dominam a própria língua, abandonam o mal, fazem o bem e vivem em paz, v. 10-13
II. Instruções e estímulo acerca do sofrimento
1. O sofrimento por causa da justiça é motivo de alegria, não de temor, mas o cristão deve estar pronto a dar testemunho de sua experiência cristã e viver uma vida irrepreensível, v. 14-17
2. O exemplo do sofrimento vicário de Cristo, de sua obra espiritual e de sua exaltação, v. 18-22